# Howie vous piège
Pour les articles homonymes, voir Howie.
Howie vous piège est le nom français de l'émission américaine Howie Do it diffusée sur NBC.
En France, cette émission est diffusée sur la chaîne de la TNT gratuite, Virgin 17 à partir du 1er juin 2009.